# Siguntur (Koto XI Tarusan)
Siguntur is een bestuurslaag in het regentschap Zuid-Pesisir van de provincie West-Sumatra, Indonesië. Siguntur telt 3800 inwoners (volkstelling 2010).